# 천상의 컬렉션
《천상의 컬렉션》은 2017년 3월 26일부터 2018년 11월 17일까지 종영된 KBS 1TV 시사교양 프로그램이다.

## 기획 의도
천년의 예술, 대한민국을 매혹시킬 단 하나의 보물은 과연 무엇일까? 모두의 마음을 사로잡을 세상에 없던 문화재 배틀쇼.

## 방송 시간
| 방송 채널 | 방송 기간                         | 방송 시간                    | 방송 분량 | 비고 |
| --------- | --------------------------------- | ---------------------------- | --------- | ---- |
| KBS 1TV   | 2017년 3월 26일 ~ 2017년 6월 4일  | 매주 일요일 밤 9:40 ~ 10:35  |           |      |
| KBS 1TV   | 2017년 6월 24일 ~ 2017년 9월 2일  | 매주 토요일 저녁 7:10 ~ 8:05 |           |      |
| KBS 1TV   | 2018년 3월 3일 ~ 2018년 4월 7일   | 매주 토요일 밤 10:20 ~ 11:20 | 60분      |      |
| KBS 1TV   | 2018년 4월 14일 ~ 2018년 6월 2일  | 매주 토요일 밤 10:30 ~ 11:30 | 60분      |      |
| KBS 1TV   | 2018년 6월 9일                    | 매주 토요일 밤 10:40 ~ 11:40 | 60분      |      |
| KBS 1TV   | 2018년 9월 8일 ~ 2018년 11월 17일 | 매주 토요일 밤 8:00 ~ 9:00   | 60분      |      |

## 시청률
| 회차       | 방송 일자        | 전국 시청률(증감치) |
| ---------- | ---------------- | ------------------- |
| 1회        | 2017년 3월 26일  | 4.5%                |
| 2회        | 2017년 4월 2일   | 4.0%                |
| 3회        | 2017년 4월 9일   | 5.4%                |
| 4회        | 2017년 4월 16일  | 4.9%                |
| 5회        | 2017년 4월 30일  | 4.3%                |
| 스폐셜     | 2017년 5월 5일   | 2.3%                |
| 6회        | 2017년 5월 7일   | 3.9%                |
| 7회        | 2017년 5월 14일  | 4.0%                |
| 8회        | 2017년 5월 21일  | 3.9%                |
| 9회        | 2017년 5월 28일  | 5.9%                |
| 10회       | 2017년 6월 4일   | 4.9%                |
| 11회       | 2017년 6월 24일  | 3.9%                |
| 12회       | 2017년 7월 1일   | 4.4%                |
| 13회       | 2017년 7월 8일   | 4.1%                |
| 14회       | 2017년 7월 15일  | 4.7%                |
| 15회       | 2017년 7월 22일  | 3.5%                |
| 스폐셜     | 2017년 8월 5일   | 4.1%                |
| 디렉터스컷 | 2017년 8월 12일  | 3.2%                |
| 16회       | 2017년 8월 26일  | 4.0%                |
| 17회       | 2017년 9월 2일   | 3.2%                |
| 18회       | 2018년 3월 3일   | 4.1%                |
| 19회       | 2018년 3월 10일  | 4.3%                |
| 20회       | 2018년 3월 17일  | 4.3%                |
| 21회       | 2018년 3월 24일  | 3.1%                |
| 22회       | 2018년 3월 31일  | 3.2%                |
| 23회       | 2018년 4월 7일   | 3.4%                |
| 24회       | 2018년 4월 14일  | 4.0%                |
| 25회       | 2018년 4월 21일  | 3.8%                |
| 26회       | 2018년 5월 5일   | 2.7%                |
| 27회       | 2018년 5월 19일  | 3.7%                |
| 28회       | 2018년 5월 26일  | 3.0%                |
| 29회       | 2018년 6월 2일   | 4.6%                |
| 30회       | 2018년 6월 9일   | 3.4%                |
| 31회       | 2018년 9월 8일   | 2.7%                |
| 32회       | 2018년 9월 15일  | 3.2%                |
| 33회       | 2018년 9월 29일  | 2.7%                |
| 34회       | 2018년 10월 6일  | 3.3%                |
| 35회       | 2018년 10월 13일 | 3.3%                |
| 36회       | 2018년 10월 20일 | 3.7%                |
| 37회       | 2018년 10월 27일 | 3.2%                |
| 38회       | 2018년 11월 3일  | 3.2%                |
| 39회       | 2018년 11월 10일 | 3.4%                |
| 40회       | 2018년 11월 17일 | 3.4%                |

## 결방 사유
- 2017년 9월 9일 ~ 2018년 2월 24일 : KBS 파업으로 인한 결방과 2018 평창 동계 올림픽 중계방송으로 인한 결방.